# Associazione Calcio Montichiari 2000-2001
Questa voce raccoglie le informazioni riguardanti  l'Associazione Calcio Montichiari nelle competizioni ufficiali della stagione 2000-2001.

## Stagione
Nella stagione 2000-2001 il Montichiari disputa la sua seconda stagione nel quarto livello del calcio nazionale, nel girone A del campionato di Serie C2, il tecnico scelto per questa stagione è Giovanni Trainini, raccoglie 45 punti che valgono il nono posto finale. Parte molto bene, al termine del girone di andata è sesto con 29 punti, poi cala alla distanza, nel girone di ritorno il bottino è di solo 16 punti, con un onorevole piazzamento a metà classifica. Sale direttamente in Serie C1 il Padova, mentre la Triestina arrivata quinta in campionato è promossa vincendo i Play-off. Discreto anche il percorso dei rossoblù monteclarensi nella Copa Italia di Serie C, inseriti nel gruppo C di qualificazione, vincono il girone con nove punti ed accedono con il Lumezzane ai sedicesimi di finale, nei quali eliminano nel doppio confronto l'Alzano Virescit, poi negli ottavi di finale escono dal torneo superati nel doppio confronto dal Brescello.

## Rosa
| N. |                   | Ruolo | Calciatore           |
| -- | ----------------- | ----- | -------------------- |
| -  | Italia (bandiera) | A     | Alessandro Andreini  |
| -  | Italia (bandiera) | D     | Attilio Baresi       |
| -  | Italia (bandiera) | C     | Alessandro Bellemo   |
| -  | Italia (bandiera) | D     | Alberto Bendoricchio |
| -  | Italia (bandiera) | D     | Davide Bersi         |
| -  | Italia (bandiera) | C     | Mauro Bertoni        |
| -  | Italia (bandiera) | P     | Alessandro Bolpagni  |
| -  | Italia (bandiera) | C     | Andrea Bottazzi      |
| -  | Italia (bandiera) | C     | Stefano Botteghi     |
| -  | Italia (bandiera) | P     | Dario Cigolini       |
| -  | Italia (bandiera) | C     | Fabrizio Danesi      |
| -  | Italia (bandiera) | D     | Ciro Di Nicolantonio |
| -  | Italia (bandiera) | D     | Dario Dossi          |
| -  | Italia (bandiera) | A     | Fausto Ferrari       |
| -  | Italia (bandiera) | D     | Valerio Fornasari    |

| N. |                   | Ruolo | Calciatore        |
| -- | ----------------- | ----- | ----------------- |
| -  | Italia (bandiera) | C     | Arnaldo Franzini  |
| -  | Italia (bandiera) | A     | Matteo Galassi    |
| -  | Italia (bandiera) | C     | Marco Grossi      |
| -  | Italia (bandiera) | P     | Stefano Layeni    |
| -  | Italia (bandiera) | A     | Antonio Marotta   |
| -  | Italia (bandiera) | D     | Vincenzo Matrone  |
| -  | Italia (bandiera) | C     | Roberto Menassi   |
| -  | Italia (bandiera) | D     | Alberto Nichesola |
| -  | Italia (bandiera) | C     | Carmine Nunziata  |
| -  | Italia (bandiera) | C     | Stefano Preti     |
| -  | Italia (bandiera) | D     | Stefano Ragnoli   |
| -  | Italia (bandiera) | C     | Andrea Righetto   |
| -  | Italia (bandiera) | D     | Diego Tognassi    |
| -  | Italia (bandiera) | A     | Diego Zanin       |
| -  | Italia (bandiera) | D     | Claudio Zola      |

## Risultati

### Serie C2 - girone A

#### Girone di andata
| Arbitro: | Liberti (Genova) |

|  |           |              |
|  | Marcatori | 29’ Andreini |

| Arbitro: | D'Aguanno (Marsala) |

|                |           |                                 |
| Zanin 41’, 52’ | Marcatori | 44’ Antonioli 63’ Dellagiovanna |

| Arbitro: | Herberg (Messina) |

|                                |           |                     |
| Mirabelli 1’ A. D'Agostino 39’ | Marcatori | 17’ Preti 31’ Zanin |

| Arbitro: | Amato (Castellammare di Stabia) |

|              |           |            |
| Andreini 30’ | Marcatori | 1’ Boscolo |

| Arbitro: | Barbalich (Pesaro) |

|                                                                 |           |                        |
| Zanin 32’ (rig.), 64’ (rig.) Pizzimenti 52’ (aut.) Andreini 56’ | Marcatori | 11’ Riboni 15’ Lazzaro |

| Arbitro: | Marino (Roma) |

|  |           |                                   |
|  | Marcatori | 55’ (rig.) Galassi 90+2’ Bottazzi |

| Arbitro: | Padovan (Conegliano) |

|                            |           |                             |
| M. Bertoni 52’ Galassi 67’ | Marcatori | 65’ Laurentini 77’ Polenghi |

| Arbitro: | P. Rossi (Forlì) |

|                 |           |           |
| Angeretti 90+1’ | Marcatori | 21’ Dossi |

| Arbitro: | Sacco (Civitavecchia) |

|  |           |                  |
|  | Marcatori | 60’ (aut.) Dossi |

| Arbitro: | P.S. Mazzoleni (Bergamo) |

|                               |           |  |
| Toniolo 4’ Porfido 17’ (rig.) | Marcatori |  |

| Arbitro: | Finazzi (Torino) |

|                                                |           |                                   |
| Zanin 9’ (rig.), 31’ Baresi 25’ M. Bertoni 40’ | Marcatori | 5’ Nicoletti 46’ Lauria 69’ Medda |

| Arbitro: | Micoli (Tivoli) |

|                            |           |  |
| Centofanti 79’ (rig.), 88’ | Marcatori |  |

| Arbitro: | Zambon (Padova) |

|                       |           |  |
| Zanin 52’ Galassi 76’ | Marcatori |  |

| Arbitro: | Giordano (Caltanissetta) |

|            |           |  |
| M. Pau 63’ | Marcatori |  |

| Arbitro: | Marti (Modena) |

|                  |           |  |
| Zanin 79’ (rig.) | Marcatori |  |

| Arbitro: | Saveri (Viterbo) |

|  |           |         |
|  | Marcatori | 7’ Zola |

| Arbitro: | Tonin (Piombino) |

|                               |           |           |
| Zanin 11’ Mazzia 90+3’ (aut.) | Marcatori | 40’ Zubin |

#### Girone di ritorno
| Arbitro: | Nappi (Napoli) |

|  |           |            |
|  | Marcatori | 40’ Rubino |

| Arbitro: | Cigalotti (Milano) |

|            |           |  |
| Pupita 77’ | Marcatori |  |

| Arbitro: | Ciancaleoni (Foligno) |

|                               |           |                                         |
| Franzini 14’ Zanin 50’ (rig.) | Marcatori | 9’ Mirabelli 20’ Andorno 90+3’ Facchini |

| Trieste 4 febbraio 2001 21ª giornata | Triestina        | 0 – 0 | Montichiari | Stadio Nereo Rocco\| Arbitro: \| Finazzi (Torino) \| |
| Arbitro:                             | Finazzi (Torino) |       |             |                                                      |

| Arbitro: | Siragusa (Acireale) |

|                               |           |                        |
| Ragagnin 39’ (rig.) Danzè 68’ | Marcatori | 44’ Andreini 89’ Zanin |

| Arbitro: | P. Rocchi (Orvieto) |

|                             |           |                              |
| Zanin 22’ Andreini 36’, 62’ | Marcatori | 15’ (rig.), 31’ Pennacchioni |

| Arbitro: | Di Renzo (Ostia Lido) |

|                |           |  |
| Laurentini 27’ | Marcatori |  |

| Arbitro: | Saveri (Viterbo) |

|                            |           |  |
| M. Bertoni 30’ Bellemo 65’ | Marcatori |  |

| Arbitro: | Lambertini (Bologna) |

|                                       |           |                  |
| Polesel 43’ Visentin 75’ Tabbiani 85’ | Marcatori | 40’ (rig.) Zanin |

| Arbitro: | Padovan (Conegliano) |

|  |           |                    |
|  | Marcatori | 89’ (aut.) Bellemo |

| Arbitro: | Siragusa (Acireale) |

|              |           |           |
| Lauria 90+3’ | Marcatori | 42’ Zanin |

| Arbitro: | Niccolai (Livorno) |

|              |           |                              |
| Franzini 71’ | Marcatori | 3’ Pietranera 82’ Centofanti |

| Bolzano 14 aprile 2001 30ª giornata | Südtirol           | 0 – 0 | Montichiari | Stadio Druso\| Arbitro: \| Barbalich (Pesaro) \| |
| Arbitro:                            | Barbalich (Pesaro) |       |             |                                                  |

| Arbitro: | Crugliano (Crotone) |

|                        |           |            |
| Andreini 72’ Preti 79’ | Marcatori | 66’ Ossari |

| Arbitro: | Saveri (Viterbo) |

|  |           |                             |
|  | Marcatori | 53’ Andreini 90+2’ Franzini |

| Arbitro: | Cigalotti (Milano) |

|  |           |                  |
|  | Marcatori | 63’ (rig.) Carli |

| Arbitro: | Carrer (Conegliano) |

|                     |           |  |
| Zubin 12’, 46’, 49’ | Marcatori |  |

### Coppa Italia di Serie C

#### Girone C
| Arbitro: | Tonolini (Milano) |

|           |           |                                       |
| Poloni 8’ | Marcatori | 44’ (rig.) Botteghi 70’ (aut.) Zanini |

| 20 agosto 2000 2ª giornata |  | – Turno di riposo Montichiari |  |  |

| Arbitro: | Mariuzzo (Venezia) |

|                        |           |  |
| Zanin 59’ Bottazzi 66’ | Marcatori |  |

| Arbitro: | Capozzi (Vicenza) |

|           |           |                                                       |
| Motta 38’ | Marcatori | 30’ (rig.) Zanin 68’, 86’ Bottazzi 90’ (rig.) Galassi |

| Arbitro: | Padovan (Conegliano) |

|  |           |            |
|  | Marcatori | 37’ Alteri |

#### Sedicesimi di finale
| Arbitro: | Tonolini (Milano) |

|            |           |              |
| Galassi 4’ | Marcatori | 90+1’ Myrtaj |

| Arbitro: | Cuttica (Alessandria) |

|                    |           |                                 |
| M. Sala 67’ (rig.) | Marcatori | 28’ Menassi 53’ (rig.) Botteghi |

#### Ottavi di finale
| Arbitro: | Zenere (Schio) |

|             |           |                            |
| Paolini 46’ | Marcatori | 53’ Lavecchia 74’ Giaretta |

| Arbitro: | Liberti (Genova) |

|                                       |           |  |
| Morello 5’ Mazzocchi 63’ Giaretta 76’ | Marcatori |  |